# Замок Шенонсо
Замок Шенонсо (фр. Château de Chenonceau) расположен около небольшой одноимённой деревни Шенонсо во французском департаменте Эндр и Луара. Входит в число замков, обычно называемых замками Луары. Имеет «народное» название — «дамский замок». Один из наиболее любимых, известных и посещаемых замков Франции. Является частной собственностью, но открыт для посещения.

## История создания и реконструкции замка

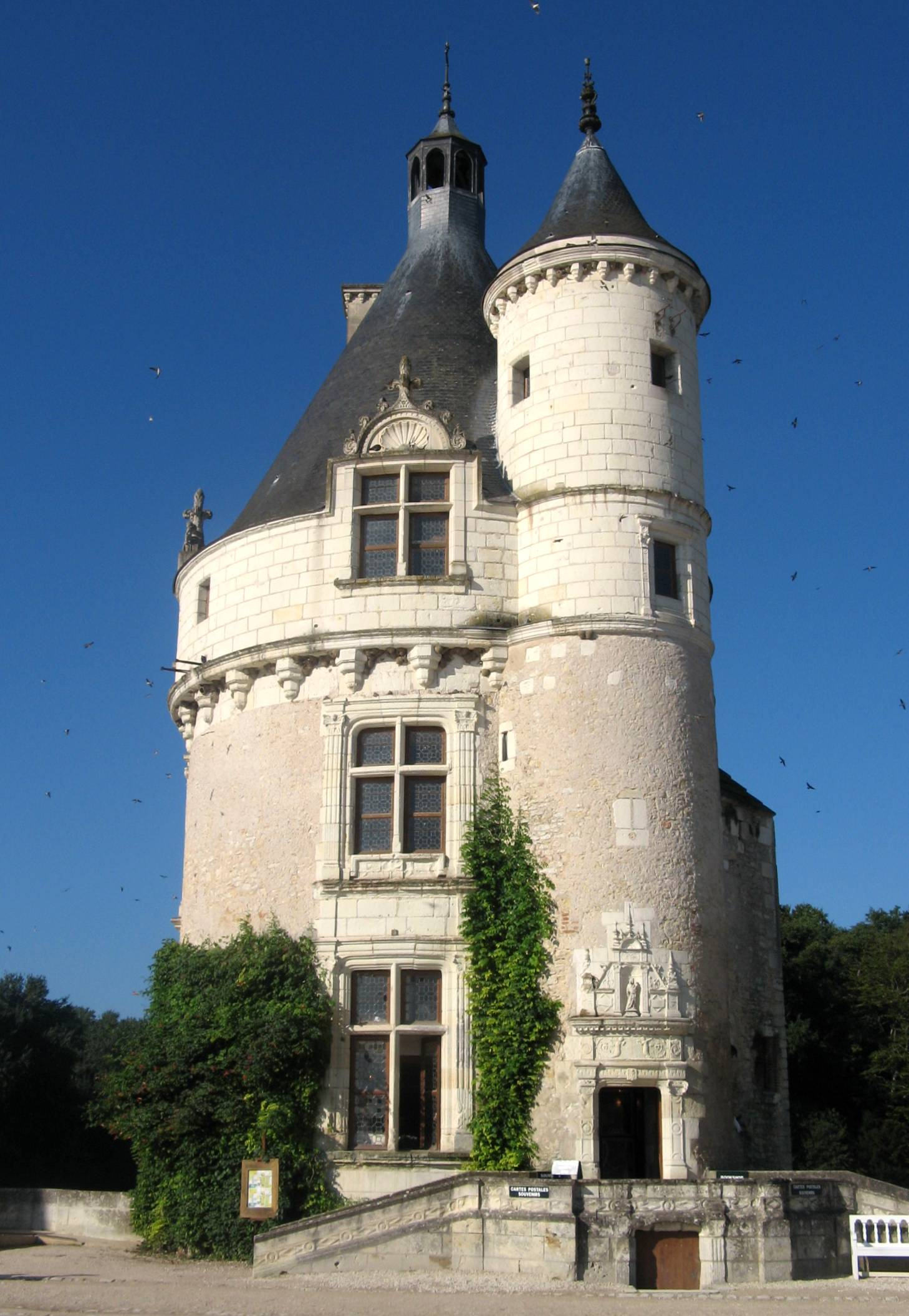
Древняя башня Марк — донжон

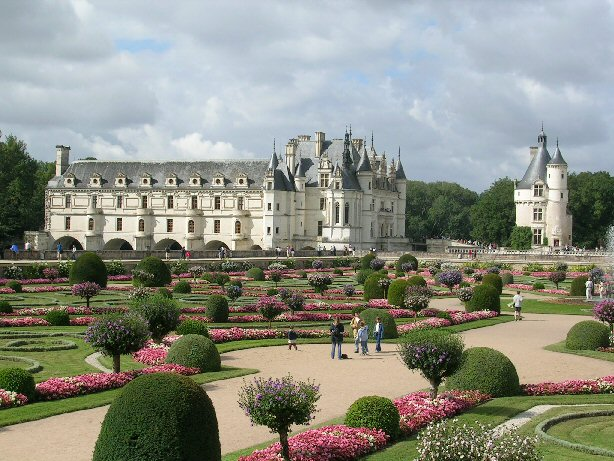
Вид на замок со стороны сада Дианы де Пуатье

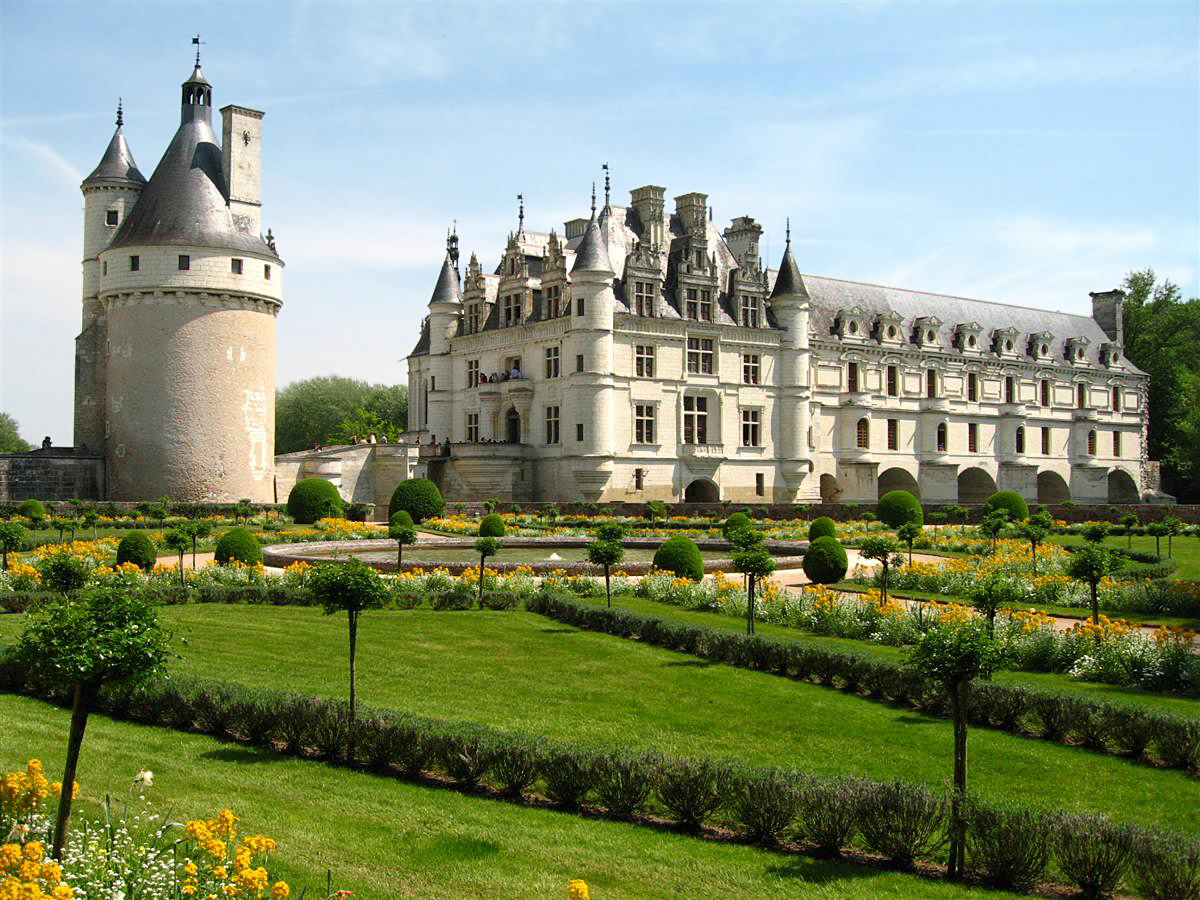
Вид на замок со стороны сада Екатерины Медичи

Поместье, где возвышается сегодня замок Шенонсо, принадлежало с 1243 года семье де Марк, выходцам из Оверни. Их собственностью была и находившаяся здесь древняя крепость, окружённая водяными рвами и связанная с берегом реки Шер подъёмным мостом. Рядом с крепостью стояла мельница.

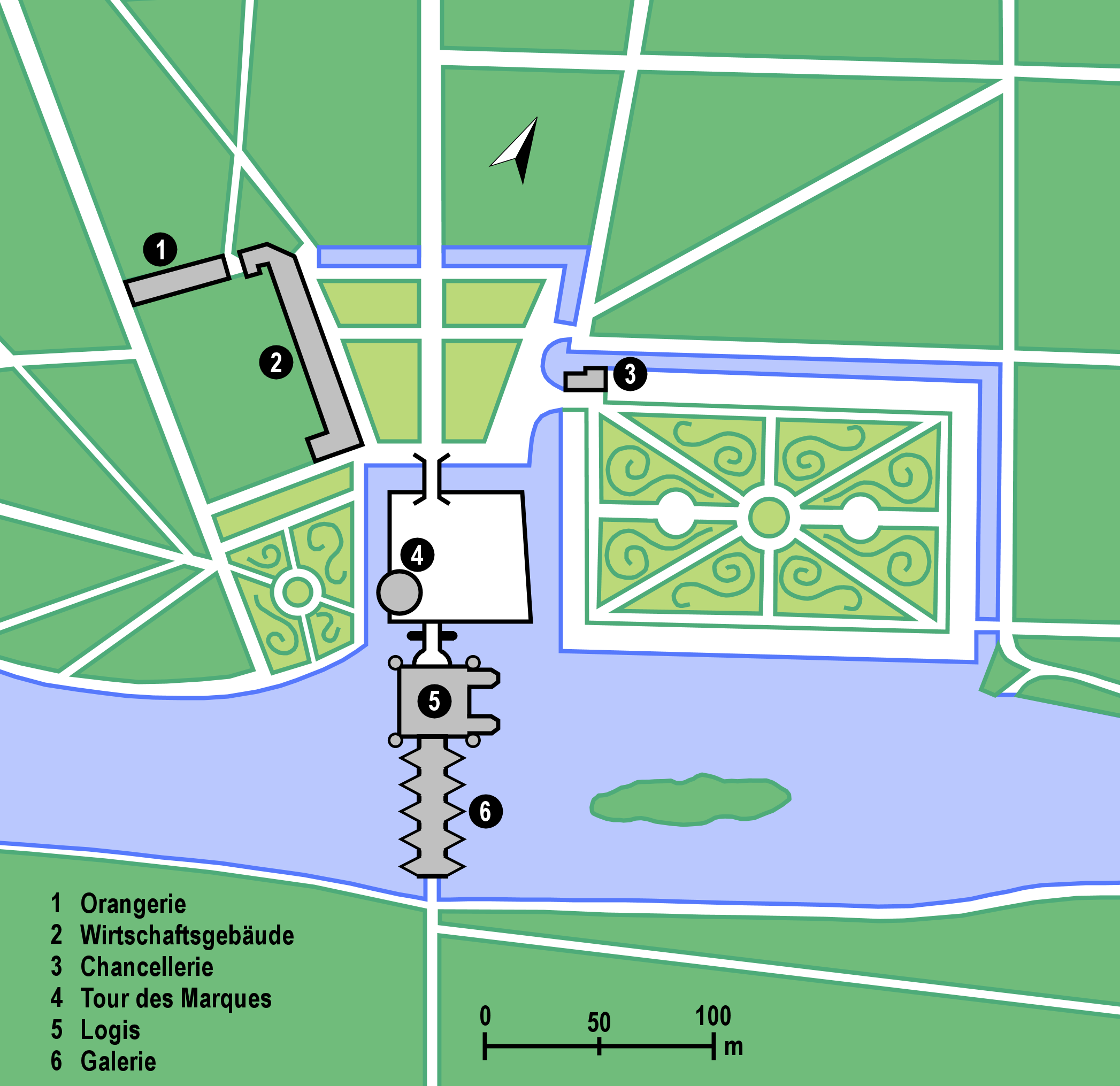
План поместья: 1 — Оранжерея, 2 — Ремесленные постройки, 3 — Администрация, 4 — Башня Марк, 5 — Бывшие жилые помещения, 6 — Галерея

Во времена правления Карла VI Жан де Марк разместил в своей крепости английский гарнизон, что побудило короля приказать срыть все оборонительные укрепления и закрепить земли за их законными владельцами. Денежные затруднения заставили семью продать свой удел Томасу Бойе, интенданту по финансовым делам в Нормандии. В 1512 году он купил также и крепость. Влюблённый в ренессансный стиль, Бойе решил разрушить старый замок, за исключением донжона, чтобы возвести новое сооружение.
На руинах мельницы была воздвигнута прямоугольная конструкция с выступающими угловыми башнями, окружившими с четырёх сторон вестибюль со стрельчатыми сводами. На нижнем этаже находились четыре комнаты, соединённые с четырьмя другими комнатами второго этажа широкой прямой лестницей. В начале XVI века начался постепенный отказ от винтовых лестниц, которые стали заменять лестницами с прямыми маршами. Огромные затраты на строительные работы объясняют девиз, который семья Бойе приказала выгравировать вместе с их инициалами Т. В. К.: «Кто сюда когда-нибудь придет, пусть вспомнит обо мне».
Строительные работы, которые вела в отсутствие мужа Екатерина Боне, жена Томаса, были завершены в 1521 году, после чего кардинал Боне, епископ Буржа, освятил капеллу замка. В 1524 году Томас Бойе умер в Италии, куда он отправился в свите короля, его жена скончалась двумя годами позже. После перехода владения в руки их сына Антуана замок был конфискован Франциском I под предлогом компенсации за ряд нарушений в финансовых делах, за которые Томас нёс ответственность. По некоторым источникам, экспроприация 1533 года была продиктована желанием короля обладать прекрасным поместьем, славившимся своими охотничьими угодьями. Франциск I иногда наведывался в Шенонсо в сопровождении небольшого круга приближённых: Элеоноры Габсбургской — своей второй жены, своего сына Генриха, своей невестки Екатерины Медичи, своей фаворитки Анны де Пислё — герцогини д’Этамп и Дианы де Сен-Валье де Пуатье, фаворитки его сына. В замке устраивались охотничьи выезды, праздники, литературные вечера по моде того времени. Диана всегда имела большое влияние на дофина Генриха, который, став в 1547 году королём, несмотря на свой брак с Екатериной Медичи, не переставал осыпать Диану всевозможными подарками, хотя он был младше её на 19 лет. Вскоре замок Шенонсо стал собственностью Дианы вопреки всем законам, запрещавшим отчуждение владений, принадлежавших королю. 
Диана де Пуатье с 1551 года начала работы по благоустройству владения, включая перепланировку парка и фруктового сада, в котором росли овощи и фрукты, считавшиеся в ту пору экзотическими, например артишоки и дыни. Она заставила промерить глубину реки Шер с целью строительства каменного моста, которое было осуществлено по проекту Филибера Делорма.
В 1559 году Генрих II скончался от смертельной раны, нанесённой ему на рыцарском турнире копьём графа Монтгомери. Королева, став регентшей, поспешила вернуть замок Шенонсо. Диана поняла, что лучше уступить, и удалилась, а вскоре умерла в возрасте 66 лет.
Возвратившись в Шенонсо, Екатерина Медичи организовала там великолепные празднества в честь своего сына Франциска II и его супруги Марии Стюарт. Архитектор Приматиччо оформил поместье с необыкновенной пышностью: колонны, статуи, фонтаны, триумфальные арки, обелиски. Во дворе салютовала батарея из 30 пушек. Были разбиты новые сады и построены новые служебные помещения. Эти работы были закончены в 1568 году, к моменту подписания Амбуазского мира.
Ещё одно памятное торжество состоялось в Шенонсо в 1577 году, приуроченное к возвращению из Польши Генриха III, чтобы подтвердить право наследования для своего брата Карла IX. Здесь была возобновлена идея праздника, имевшего место в Плесси-ле-Туре, когда женщины одевались в мужские костюмы, а мужчины в женские.

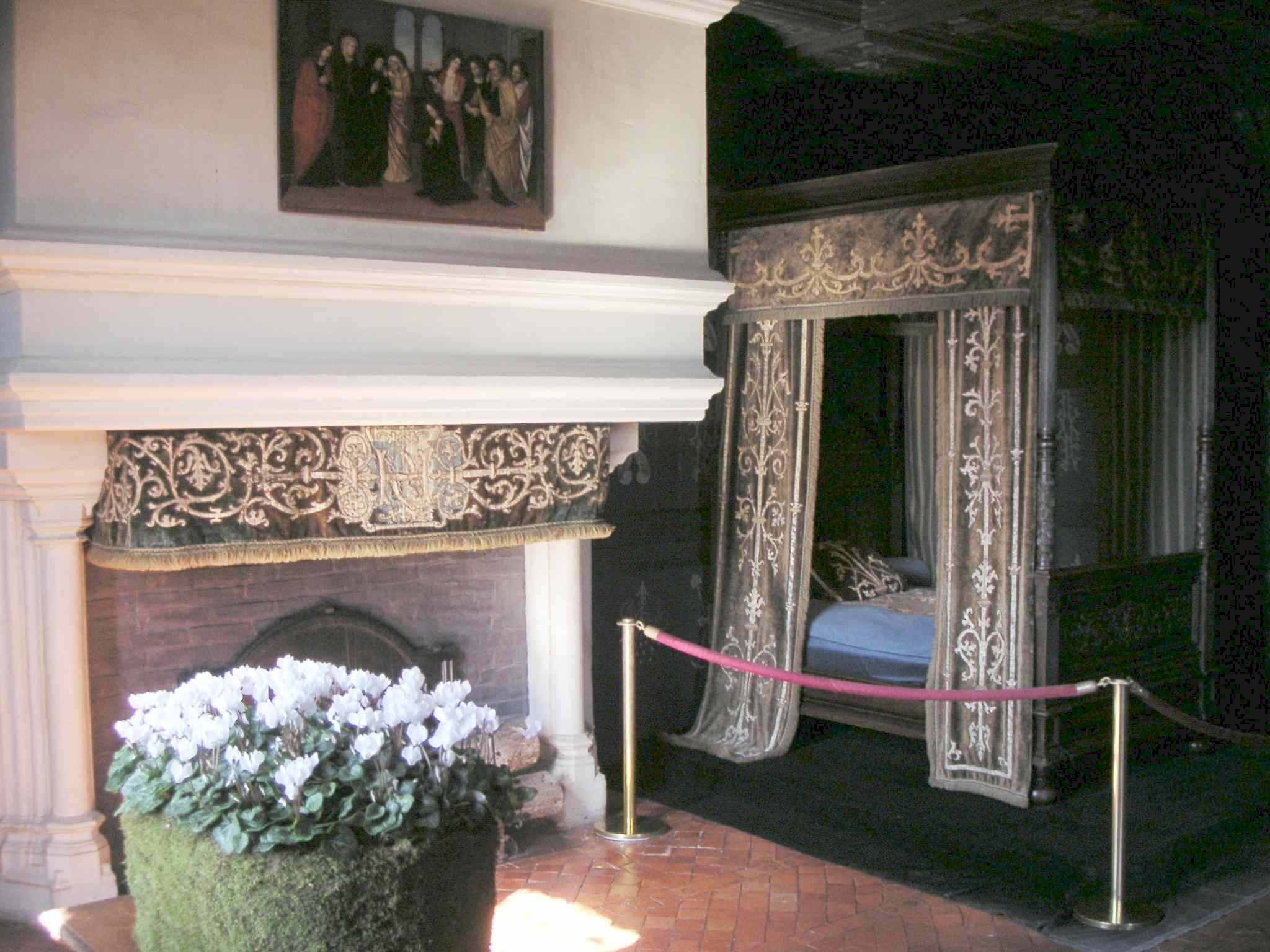
«Чёрная комната» «Белой дамы»

В 1580 году архитектор Андруэ Дюсерсо воплотил замысел Ф. Делорма, построив на мосту через реку Шер новое крыло. Эта двухэтажная конструкция представляла собой два длинных фасада, прорезанных ритмично чередующимися окнами, ризалитами, люкарнами. Верхний этаж, оборудованный как бальный зал, был богато декорирован, как и вся остальная часть замка. Роскошные праздники закончились со смертью Екатерины в 1589 году. В своём завещании она передавала замок Шенонсо Луизе де Водемон, жене Генриха III. Несколько месяцев спустя в этом же году, в августе 1589 года, король был смертельно ранен Жаком Клеманом. Перед смертью он продиктовал письмо своей супруге, в котором говорил: «Моя голубка, надеюсь, что скоро поправлюсь, просите Господа за меня и не уезжайте оттуда, где вы находитесь». Возможно эти слова послужили причиной того, что королева оставалась в Шенонсо до самой своей смерти. Все празднества прекратились, мебель и стены её спальни (существует и в настоящее время) были затянута чёрными драпировками в знак траура.
По королевскому обычаю, существовавшему ещё со времён античности, она носила траур белого цвета, который не снимала до 1601 года, года своей смерти, откуда и возникло её имя — «Белая дама». 
Замок по наследству перешёл к Франсуазе де Меркёр, жене Сезаря Вандомского. Начиная с этого момента короли Франции покинули Шенонсо. Последним там жил Людовик XIV в 1650 году в возрасте 12 лет. Состояние заброшенности, в котором герцоги Вандомские и Бурбоны-Конде оставили замок, было прервано с переоборудованием одного из его крыльев в монастырь капуцинов. От этой эпохи остался подъёмный мост, служивший для изоляции монахов от внешнего мира.
В 1733 году герцог Бурбонский продал замок богатому землевладельцу-банкиру Клоду Дюпэну (Claude Dupin). Его жена, поклонница искусств, науки, литературы и театра, открыла в Шенонсо модный салон, на котором мелькали имена многих знаменитостей той эпохи. Луиза Дюпэн устроила небольшой театр с показом спектаклей и оборудовала физический кабинет. Комнаты старых апартаментов были заново меблированы и стали более уютными.
Мадам Дюпэн провела свои последние годы в замке в окружении своих деревенских слуг, которые её очень любили и благодаря этому Шенонсо во время революции не получил никаких повреждений.
Мадам Дюпэн умерла в 1799 году в возрасте 93 лет и была похоронена в парке.
Опустевший замок был продан в 1864 году мадам Пелуз (Marguerite Pelouze, урождённая Wilson), которая предприняла большие реставрационные работы, намереваясь вернуть замку его первоначальный облик (до преобразований Екатерины Медичи). Таким образом фасад лишился своих окон и кариатид, но крыло на мосту через Шер не было тронуто.
После разорения семьи Пелуз замок был конфискован в 1888 году и продан Анри Менье (Henri Emile Anatole Menier), одному из богатых промышленников того времени. Замок и по сей день является собственностью этой семьи[уточнить]. 
В 1914 году Гастон Менье, в то время сенатор департамента Сены и Марны, преобразовал замок в госпиталь, где он разместил более 2000 раненых до окончания Первой мировой войны. 

Во время Второй мировой войны здесь находился связной пункт для местных партизан, так как одна его часть выходила в зону, оккупированную гитлеровцами, а вторая — на территорию вишистского режима.

## Экскурсия по замку и окрестностям

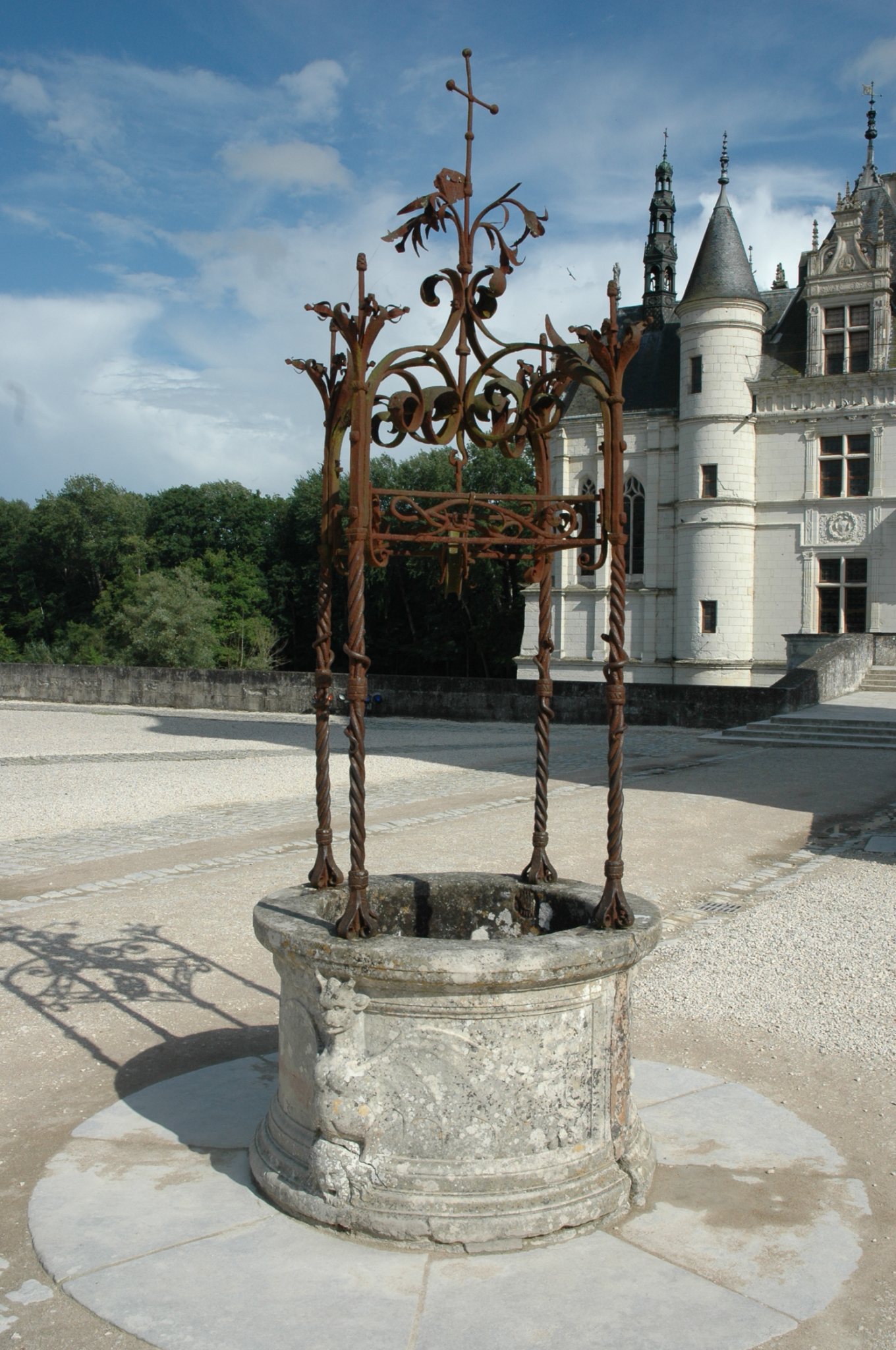
Средневековый колодец на площади перед замком украшен эмблемой семьи Марк — химерой и орлом

Сегодня замок, полностью восстановленный, открыт для посещений публики.

При входе в поместье нужно пересечь длинную аллею, окаймлённую вековыми платанами, которая ведёт на широкую эспланаду. По правой стороне раскинулся сад Дианы де Пуатье, у хода в который — Канцелярия — дом управляющего, построенный в XVI веке. Сад защищён от наводнений прогулочной террасой. На углу Парадного двора, омываемого водами реки Шер, возвышается средневековый частично обновлённый донжон, самое древнее сооружение замка. 

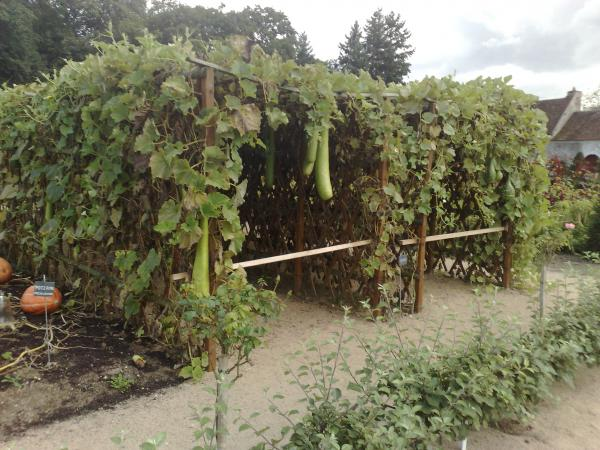
Огород замка Шенонсо

Подъемный мост позволяет попасть на нижний этаж, где можно увидеть Зал Гвардейцев, стены которого увешаны гобеленами XVI века. В капелле находятся скульптуры каррарского мрамора, среди которых «Мадонна с младенцем». Кроме Зелёного зала и Комнаты Дианы де Пуатье можно посетить галерею, где выставлены картины Рубенса, Приматиччо, Ван Лоо, Миньяра и Наттье. На второй этаж можно подняться по лестнице с прямыми маршами, чтобы увидеть там Комнату Габриэль д’Эстре, Парадную комнату, или Комнату «пяти королев» (названа так в память о двух дочерях (в том числе королеве Марго) и трёх невестках (в том числе Марии Стюарт) Екатерины Медичи, Комнату Екатерины Медичи и Комнату Карла Вандомского.
В кухне, заполненной медной утварью, особый интерес представляет оригинальный огромный вертел.
В служебных помещениях вне замка, в которых раньше были королевские конюшни, и помещениях, в которых впервые во Франции стали выращивать шелкопрядов, размещается Музей восковых фигур — «Галерея дам». Там воспроизведены сцены из жизни замка с некоторыми наиболее известными историческими персонажами. 

Также около замка находятся ферма XVI века, цветник, в котором выращиваются около 130 тысяч растений для посадки в садах каждой весной и оформления букетов в помещениях, огород, тисовый лабиринт с кариатидами, устроенный в духе Екатерины Медичи по итальянскому плану 1720 года, луг, на котором пасутся ослики, и несколько заведений общепита.